# Короткий Валерій Миколайович
Вале́рій Микола́йович Коро́ткий (* 1937) — український лікар-хірург, доктор медичних наук (1984), професор (1986), лауреат Державної премії УРСР в галузі науки і техніки (1986), заслужений діяч науки і техніки України (1999).

## Життєпис
Народився 1937 року в місті Глухів (сучасна Сумська область).
1961 року закінчив Чернівецький медичний інститут працював лікарем. Від 1964 року — у Київському інституті удосконалення лікарів. Від 1976-го — доцент кафедри торакоабдомінальної хірургії. З 1985 року — у Національному медичному університеті: завідувач, від 2006-го — професор кафедри шпитальної хірургії № 1.
Наукові дослідження полягають у напрямі хірургічної гастроентерології; розробляє методи мініінвазивних лапароскопічних оперативних втручань при захворюваннях органів черевної порожнини. Обґрунтував тактику хірургічного лікування портальної гіпертензії, хронічного панкреатиту, гострого й хронічного холециститу, виразкової хвороби шлунка та дванадцятипалої кишки, раку підшлункової залози, травм селезінки, патологій біліарного тракту.
Лауреат Державної премії УРСР в галузі науки і техніки 1986 року — за цикл робіт «Розробка, теоретичне обґрунтування та клінічне впровадження нових методів оперативного лікування, детоксикації і реабілітації хворих із захворюванням печінки та жовчовивідних протоків»; співавтори Картель Микола Тимофійович, Ковальов Михайло Маркович, Колесников Євген Борисович, Медведєв Володимир Єгорович, Орел Гліб Львович, Павловський Михайло Петрович, Панченко Сусанна Миколаївна, Радзіховський Анатолій Павлович, Скиба Володимир Вікторович.
Серед робіт:
- «Хірургічне лікування й профілактика ускладнень цирозу печінки», 1988 (співавтор)
- «Виразка та рак шлунка: сучасний погляд на проблему», 1998
- «Сонографія шлунка та ДПК у дослідженні порушень моторно-евакуаторної функції шлунково-кишкового тракту», 1999
- «Вплив органозберігаючих операцій на моторну функцію вихідного відділу шлунка», 2000
- «Хірургічне лікування виразкової хвороби шлунка та дванадцятипалої кишки», 2008 (співавтор)
- автор розділу в книзі «Невідкладна медична допомога» (2006).

Чоловік Жанни Гудзенко.